# 朱國瑞
朱國瑞（1942年10月10日—），台灣物理學家，致力於高頻電磁波物理與新型毫米波源之研究二十年，研究成果豐碩深受國際重視，亦對教學傳承多所投入，使台灣在世界相關領域研究中佔一席之地。

## 經歷
- 1983於國立清華大學物理系建立高頻電磁實驗室
- 2002年當選第24屆中央研究院院士

## 殊榮及教職
- 1980 美國海軍研究所傑出表現獎
- 1982 美國海軍研究所特別成就獎
- 1982 美國海軍研究所著作獎
- 1983 美國物理學會會士
- 1986-1995 中華民國國科會物理傑出研究獎
- 1994 中華民國行政院年表揚傑出科學與技術人才獎
- 1994 中華民國物理學會第一屆會士
- 1996 中華民國年度國科會特約研究人員特約研究獎
- 1997 中華民國教育部第一屆國家講座
- 1997 IEEE 會士
- 2001 國際電機協會(IEEE)離子物理獎
- 2001 英國物理學會 Button Prize
- 2002 中華民國教育部理科學術獎
- 2002 當選第廿四屆中央研究院院士[2]
- 2002 國科會傑出特約研究員獎
- 2003 總統科學獎
- 2004 傑出科技榮譽獎
- 2006 斐陶斐榮譽學會「傑出成就獎」
- 2007 台灣大學傑出校友
- 2009 國科會五十科學成就
- 2010 台大物理系特聘研究講座教授

## 家庭
朱國瑞育有一子。
對兒子朱大為的家訓為「要有把握」，四個大字仍寫在位於家中的白板上。

## 外部連結
- 國立清華大學朱國瑞教授頁面 （页面存档备份，存于）
- 國立台灣大學朱國瑞教授頁面 （页面存档备份，存于）